# Tricyphona (Tricyphona) glabripennis
Tricyphona (Tricyphona) glabripennis is een tweevleugelige uit de familie Pediciidae. De soort komt voor in het Oriëntaals gebied.